# Орден преподобного Нестора Літописця
Орден преподобного Нестора Літописця I, II, III ступеня — відзнака Української Православної Церкви Московського патріархату для нагородження єпископату, духовенства, мирян, державних діячів, журналістів, письменників, поетів та освітян за особистий внесок у видавничу, церковно-літературну та письменницьку діяльність, а також за поширення світлих ідеалів Православ'я в суспільно-політичному житті України.

## Статут ордена преподобного Нестора Літописця
Орден преподобного Нестора Літописця встановлено для нагородження єпископату, духовенства, мирян, державних діячів, журналістів, письменників, поетів та освітян за особистий внесок у видавничу, церковно-літературну та письменницьку діяльність, а також за поширення світлих ідеалів Православ'я в суспільно-політичному житті України.
Нагородження орденом здійснюється за благословенням Предстоятеля Української Православної Церкви.
Особі, нагородженій орденом, вручаються орден і грамота.
Нагородження вдруге, з врученням одного й того ж ордена одного й того ж ступеня, не проводиться.
Орденом нагороджуються громадяни України та іноземні громадяни.
Відзнака «Орден преподобного Нестора Літописця» має три ступені.
- орден «Орден преподобного Нестора Літописця» I ступеня,
- орден «Орден преподобного Нестора Літописця» II ступеня,
- орден «Орден преподобного Нестора Літописця» III ступеня.

Найвищим ступенем ордена є І ступінь.
Нагородження орденом проводиться послідовно, починаючи з III ступеня.

## Опис відзнаки «Орден преподобного Нестора Літописця»
Орден І ступеня виготовляється з міді та покривається позолотою (товщина покриття — 0,2 мк).
Відзнака має форму рівностороннього хреста, між сторонами якого виходять по п'ять позолочених променів. Сторони хреста залито червоною та білою емаллю. В центрі хреста — медальйон з рельєфним зображенням преподобного Нестора Літописця.
По колу медальйона на фоні емалі червоного кольору розміщено надпис: «За церковні заслуги». Медальйон покрито сріблом з чорнінням (товщина покриття — 9 мк).
1. Під медальйоном накладено дві перехрещені лаврові гілочки, покриті позолотою. На фоні червоної емалі між сторонами хреста розміщено чотири відкриті позолочені книги. Орден вінчає маленька корона з хрестиком.залита емаллю червоного кольору та прикрашена стразом білого кольору.

На зворотному боці — застібка для прикріплення ордена до одягу та вигравіювано номер відзнаки.
Орден має орденську стрічку золотистого кольору.
Розмір ордена — 63×50 мм діаметр медальйона — 28 мм.
Орден II ступеня такий як і І ступеня, тільки не має лаврових гілочок, а замість червоної емалі — емаль синього кольору. Розмір ордена — 63×50 мм, діаметр медальйона — 28 мм. Відзнака не має орденської стрічки.
Орден III ступеня такий самий, як і ІІ ступеня, але посріблений, має форму хреста без променів, а замість синьої емалі — емаль темно-зеленого кольору.

## Кавалери

### I ступеня
- Антоній (Фіалко) (2 жовтня 1996)
- Єлисей (Іванов) (21 листопада 2005)
- Іриней (Середній) (2005)
- Лука (Коваленко) (1 вересня 2005)
- Антоній (Паканич) (30 вересня 2007)
- Жук Павло Федорович (11 лютого 2008)
- Савчук Сергій Миколайович (10 вересня 2017)
- Філіпчук Володимир Станіславович (квітень 2003)
- Солдатенко Віктор  Васильович (серпень 2008)

### II ступеня
- Іоанн (Сіопко) (1999)
- Бандурка Олександр Маркович (2001)
- Іриней (Семко) (11 червня 2003)
- Форостюк Олег Дмитрович (8 вересня 2004)
- Бочкарьов Анатолій Борисович (14 жовтня 2006)
- Лебедин Юрій Якович (11 лютого 2007)
- Литвиненко Михайло Семенович (1997)
- Русаліна Людмила Володимирівна (2007)
- Грінченко Олена Миколаївна (20 травня 2008)
- Пихтін Микола Порфирович (28 квітня 2008)
- Гурепко Микола Михайлович (2009 на Пасху)
- Перерва Володимир Степанович (2013)
- Попов Сергій В'ячеславович (2014)
- Солдатенко  Віктор  Васиольович (квітень 2004)

### III ступеня
- Бондарук Іван Григорович (5 травня 2004)
- Гойхман Михайло Ісаакович (21 травня 2005)
- Котляр Юрій Вадимович (2006)
- Кураєв Андрій В'ячеславович (2007)
- Діденко Сергій Володимирович (28 квітня 2008)
- Коломієць Петро Грогирович (12 липня 2008)
- Кулаковський Юрій Петрович (19 грудня 2003)
- Лозовий Михайло Петрович (31 липня 2006)
- Мещеряков Володимир Миколайович (6 січня 2005)
- Морозюк Катерина Миколаївна (8 квітня 2007)
- Ніколенко Степан Федорович (31 липня 2008)
- Охапкін Олександр Ігорович (31 липня 2008)
- Бєлов Ігор Ігорович (9 травня 2009)
- Буга Володимир Анатолійович (24 листопада 2012)
- Цісар Максим Вікторович (15 червня 2019)
- Цісар Віктор Володимирович (15 червня 2019)
- Цісар Олександр Володимирович (15 червня 2019)